# Holter

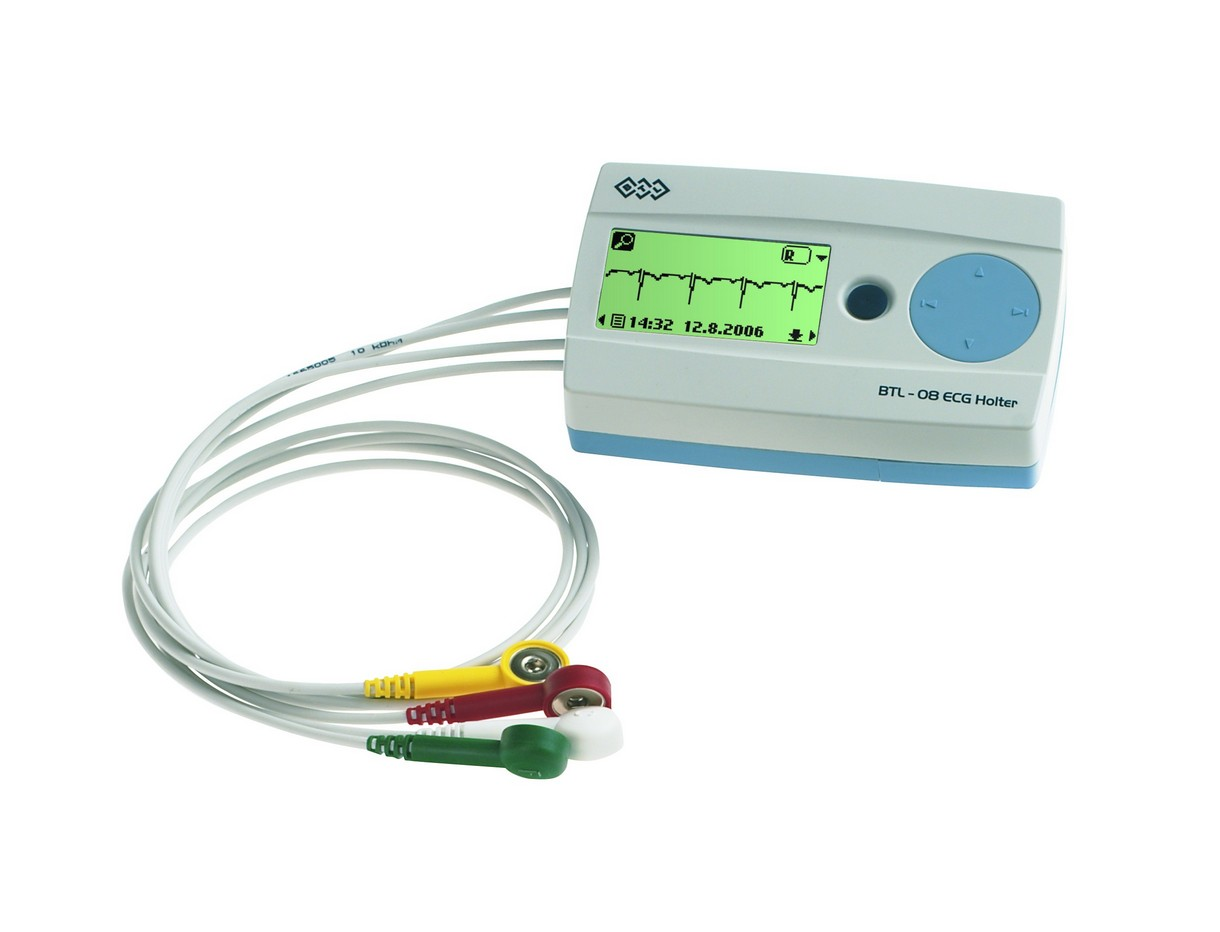
Holter pro monitorování srdeční aktivity

Holterovo monitorování nebo Holterův monitor, často také jen Holter (čti holtr), je přístroj využívaný v medicíně obvykle k sledování srdeční aktivity po delší časový úsek, pod kterým se obvykle rozumí doba dlouhá 24 hodin, nicméně existují další prototypy Holterových monitorů, jež jsou schopny nepřetržitě zaznamenávat i tři až sedm dní, což se využívá například u pacientů trpících ischemií mozku. Prodloužená doba monitorování může být velice užitečná při diagnostice a sledování občasných srdečních arytmií či epileptických příhod, které se v kratších časových úsecích zpravidla jen obtížně identifikují. Další výhodou se jeví fakt, že Holter je zařízení přenosné, tudíž poskytuje i údaje v době, kdy dochází ke zvýšené tělesné aktivitě pacienta, v čemž se liší od EKG, které snímá srdeční aktivitu pouze během vyšetření.
Holterův monitor lze využívat nejen pro záznam srdeční aktivity, ale i pro aktivitu mozku, přičemž slouží jako elektroencefalograf neboli EEG, případně dokáže dlouhodobě monitorovat hodnoty krevního tlaku a lékaři jej mohou používat pro vyhodnocení účinnosti léčby konkrétního onemocnění.

## Historie
S metodu telemetrického sledování srdečního rytmu přišel v roce 1949 americký biofyzik Norman Holter, po kterém je dnešní monitorovací zařízení taktéž pojmenováno. Svůj první prototyp však sestrojil již v roce 1947, nicméně byl až příliš robustní, nepřenosný a skládal se z rádiového vysílače EKG, který byl napájen dvěma bateriemi o hmotnosti 38 kg, které bylo nutné připevnit na záda, což se nejevilo jako praktické. Teprve v 50. letech 20. století se Holterovi a jeho spolupracovníkům s pomocí tranzistorů podařilo hmotnost přístroje snížit na 1 kg, a to včetně rozměrů, které tehdy představovaly 19,5 x 9,8 x 4,6 cm, což je zhruba velikost walkmana. Pro srovnání — dnešní Holterův monitor váží pouze desítky gramů a jeho rozměry jsou poloviční, tudíž pacienta obtěžuje minimálně.

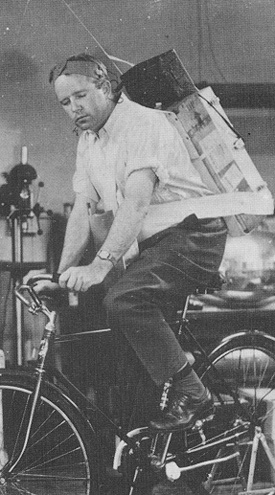
První prototyp Holterova monitoru

Uvést přístroj do praxe mu pomohl někdejší kardiolog Paul Dudley White, který byl Holterovou prací fascinován. Bližší popis svého přístroje publikoval roku 1961 v akademickém časopise Science. Tehdy byl Holterův monitor schopen pořizovat pouze desetihodinový záznam, který byl zapisován pomocí specifických kazet a jako pohon využíval tužkové baterie, které používá dodnes.
Nový vynález odkryl medicíně široké možnosti a počet zachráněných životů díky němu spočítat nelze. Holter za svůj objev následně obdržel čestný doktorát na Carrollově univerzitě v Montaně za vynikající přínos pro vědu a roku 1964 získal titul profesora na Kalifornské univerzitě v San Diegu, kde později i přednášel.
Po smrti Holtera byl přístroj nadále vylepšován společností Del Mar, které ještě roku 1963 prodal všechna práva. Zajímavé také je, že popularity, kterou si díky svému vynálezu ve vědeckém světě získal, se stranil a obtěžovala ho.

## Prototypy monitorů

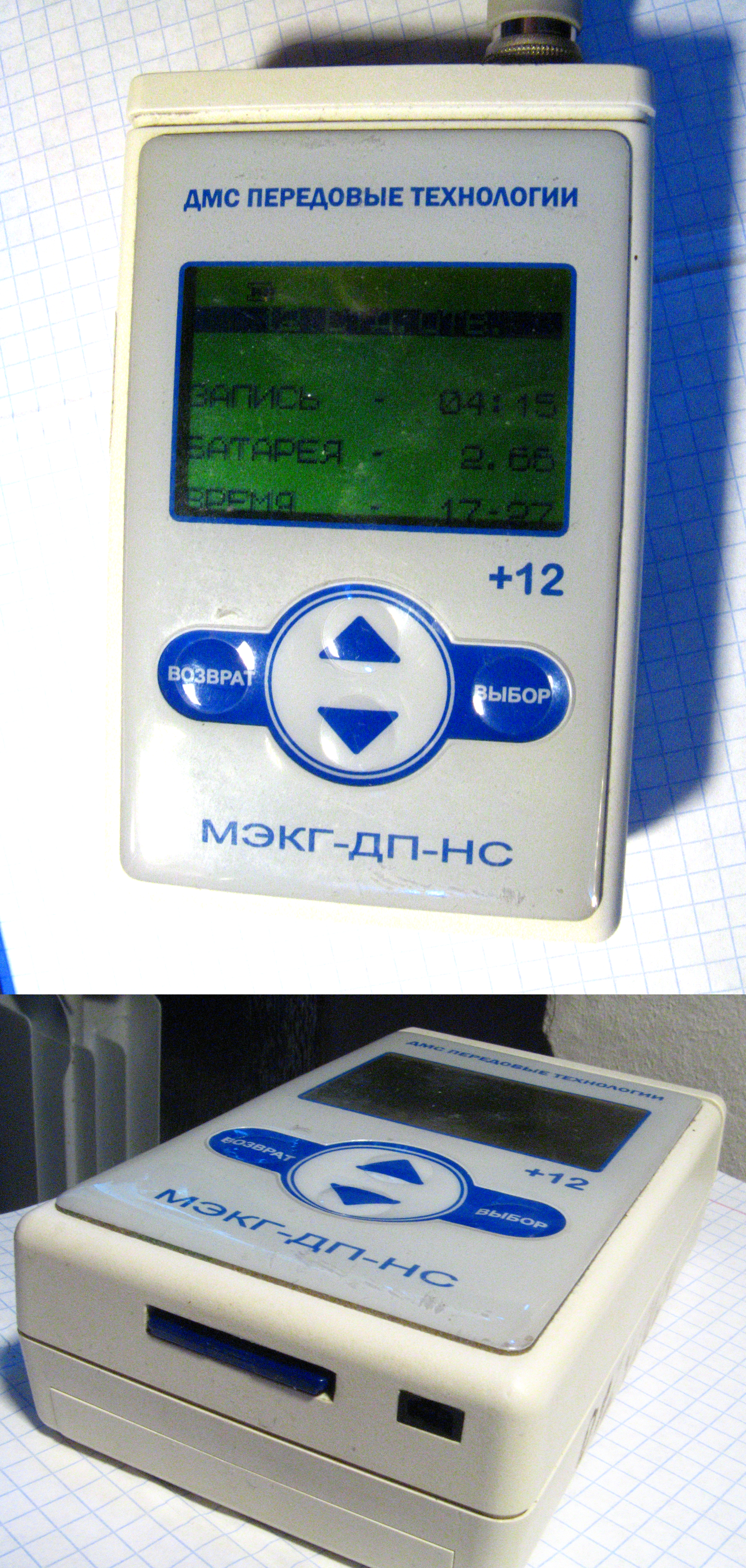
Detailnější pohled na Holterův monitor a displej

### EKG Holter
Standardní Holter fungující jako elektrokardiogram je většinou nastavený na 24hodinové monitorování, a pokud je monitorování delší, měl by disponovat patřičnou paměťovou kartou, na kterou se data uchovávají. Instalace zařízení probíhá tak, že pacientovi se na hrudník důkladně přilepí jednotlivé elektrody, jejichž počet se může lišit, nejčastěji se však využívají dvě. Někteří pacienti, především muži, na hrudi mohou mít husté ochlupení a v takovém případě je náležitá místa na hrudi potřeba oholit, neboť chlupy mohou ve snímání elektrodám překážet. Elektrody jsou následně propojeny se snímacím zařízením, které pacient má buď připevněné na šňůře kolem krku, anebo se umístí do kapsy, která je přišitá k opasku, jehož délku lze upravit. Kardiolog či jiný odborný lékař potom zkontroluje funkčnost zařízení a pacient může odejít domů, přičemž musí dodržovat příslušný režim — tj. vyhýbat se zejména kontaktu s vodou a omezit aktivity, při kterých by mohlo dojít k poškození přístroje, neboť jeho cena se pohybuje okolo 100 000 Kč. Pacient si během monitorování vede tzv. záznamový deník, který dostane ještě při konzultaci s lékařem a do něj si zapisuje doprovázející symptomy, fyzickou námahu a čas jejich výskytu. Holter nijak výrazně pacienta, kromě osobní hygieny (sprchování), neomezuje. Je s ním možné např. řídit vozidlo, docházet do práce, procházet se a podobně.
Po uplynutí doby monitorování se pacient vrací k lékaři, který přístroj od těla odpojí — elektrody odlepí a snímací zařízení s opaskem sundá. Lékař následně získaná data z přístroje přetáhne do počítače a s pomocí specifického programu je analyzuje. K analýze používá taktéž záznamový deník pacienta a následně stanoví diagnózu, upraví léčbu či určí další nutná vyšetření.
Každá křivka EKG je charakteristická svým tvarem a podle nich lékař většinou i vychází.
- arytmie - rozházená křivka a hroty
- fibrilace síní - fibrilační vlny
- ischemie srdce - deformace křivky

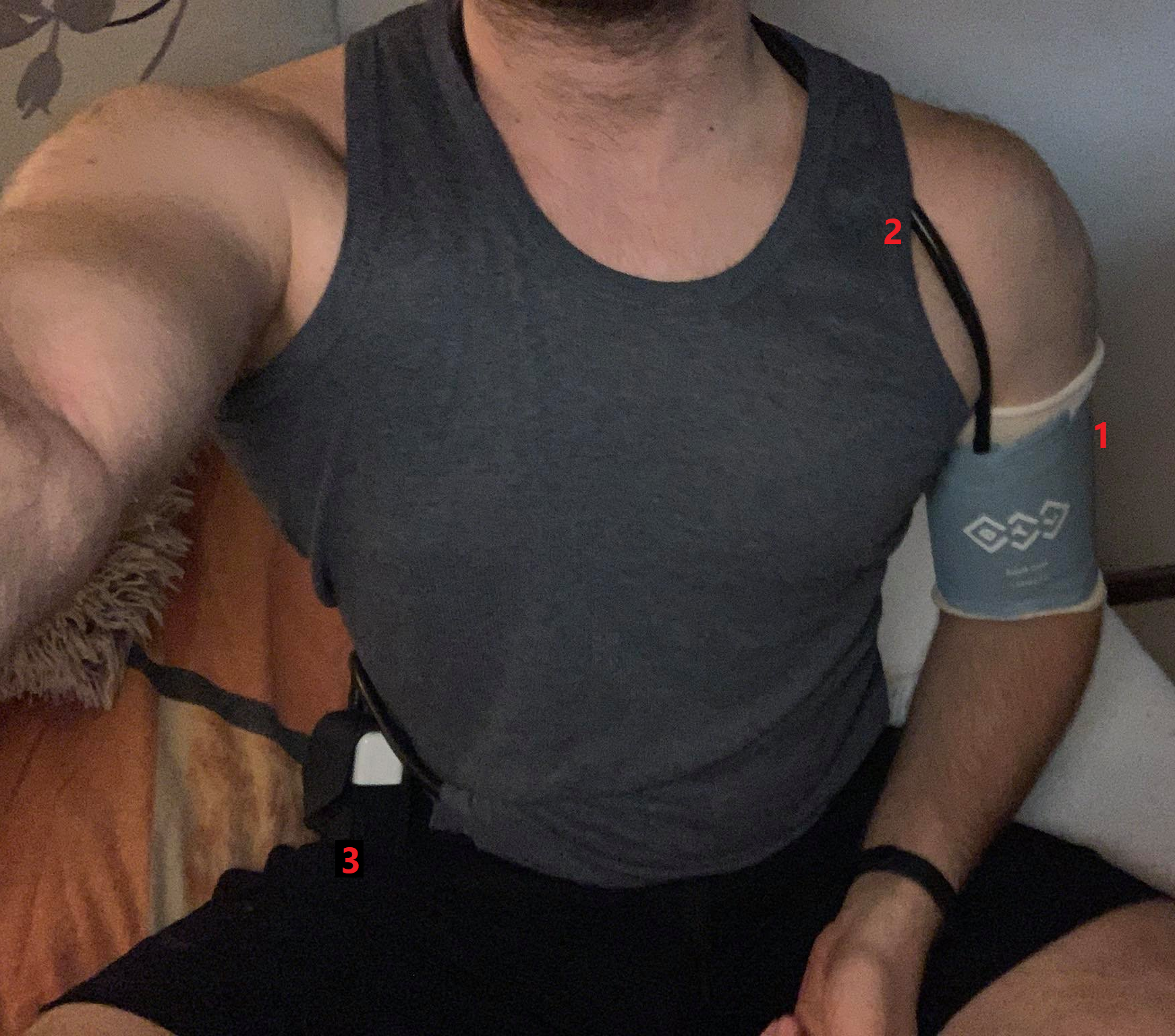
Tlakový Holter: (1) manžeta s gázou, (2) vzduchový konektor, (3) automatický tlakoměr v kapse na opasku

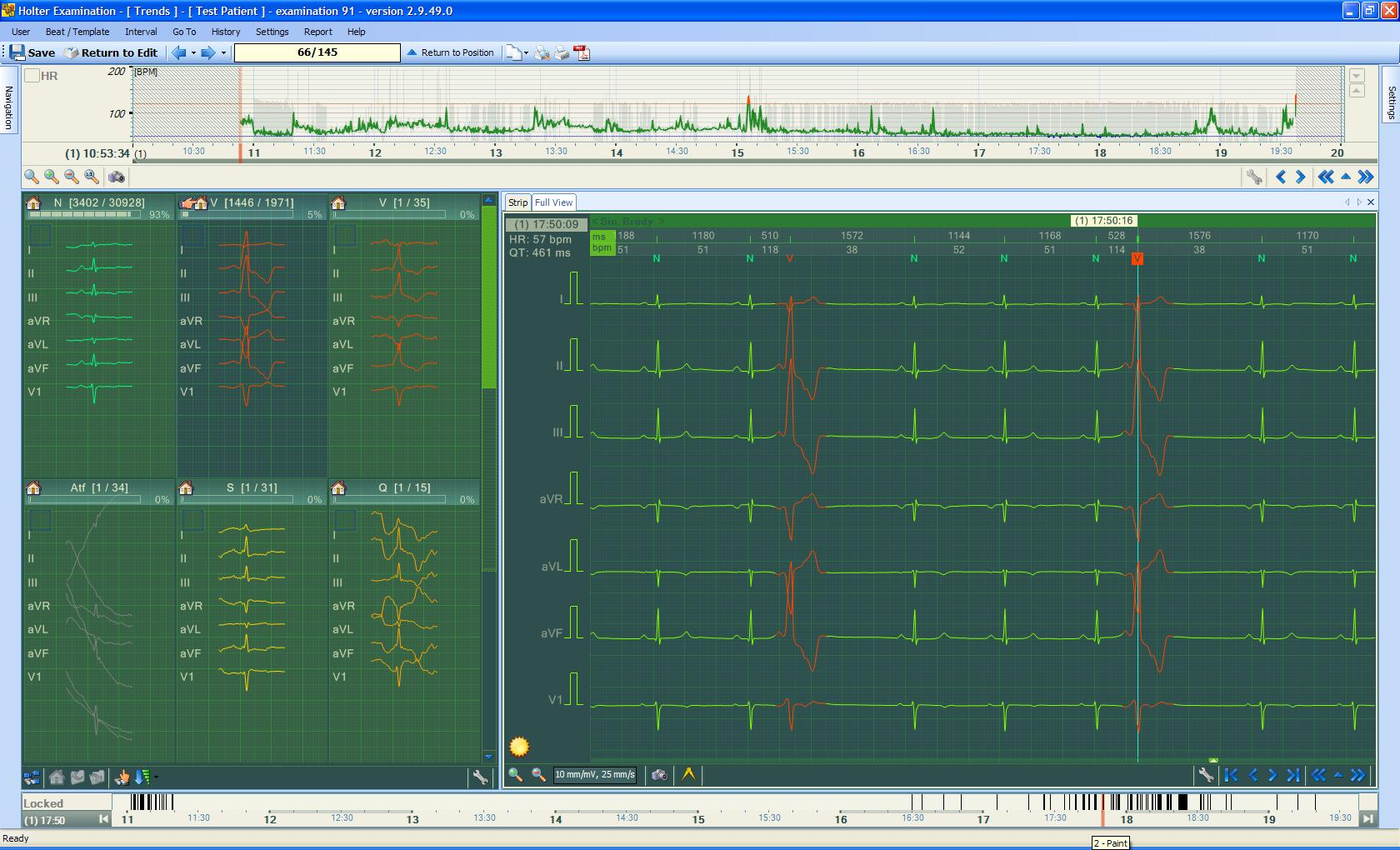
Speciální software analyzující zaznamenaná data.
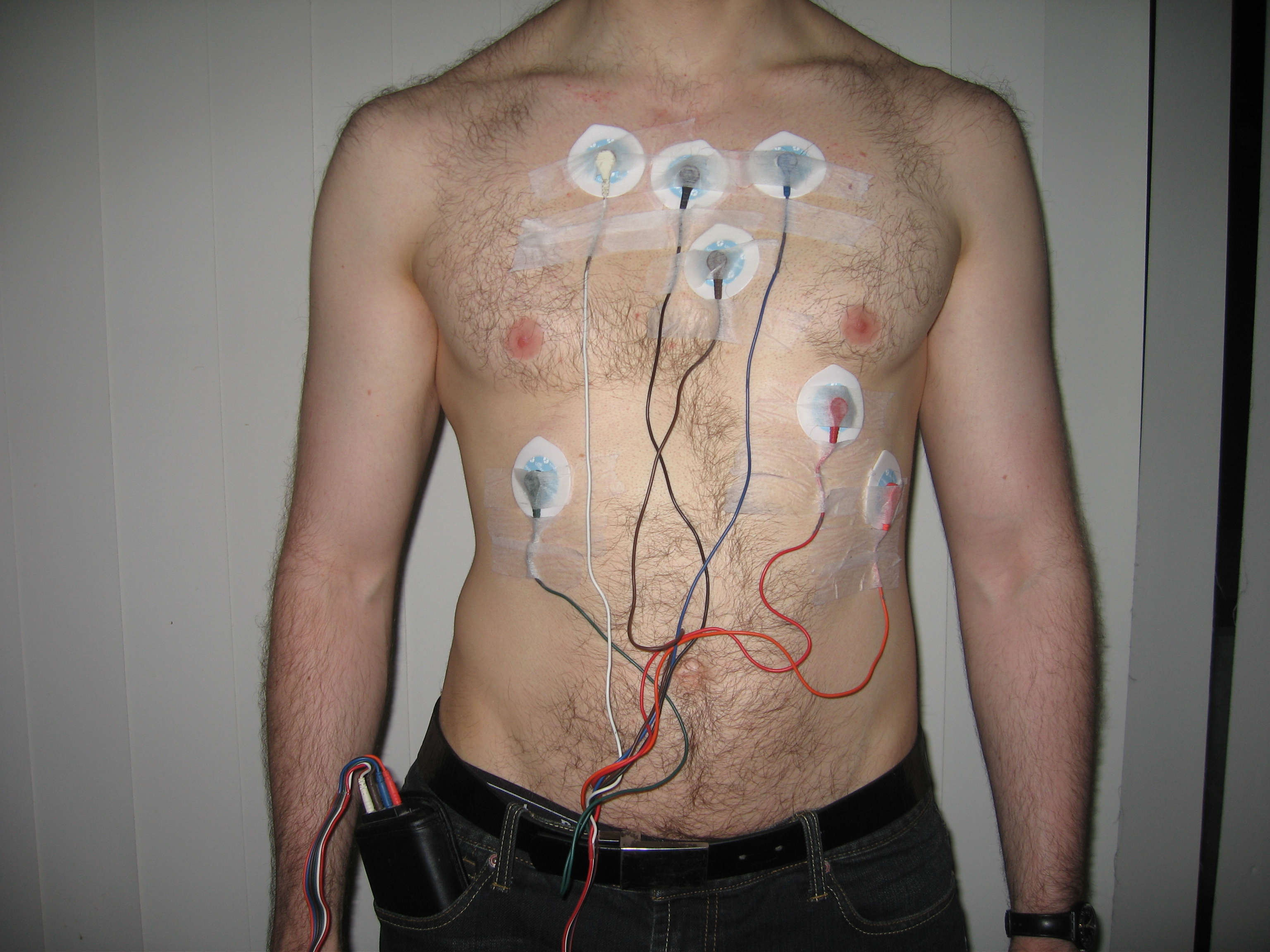
EKG Holter se sedmi elektrodami. Lze si také všimnout, že pacientova místa, kde dochází ke styku elektrod s kůží, jsou řádně oholena.
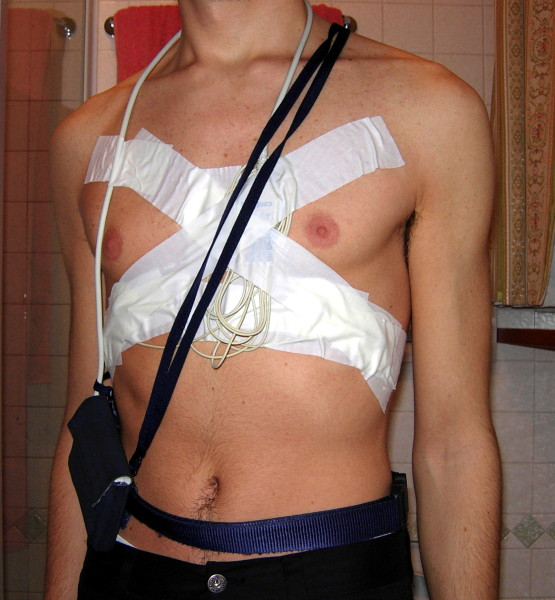
Holter v kapse, která je přišitá k upravitelnému opasku. V některých případech lze Holter uchytit i ke kalhotám.
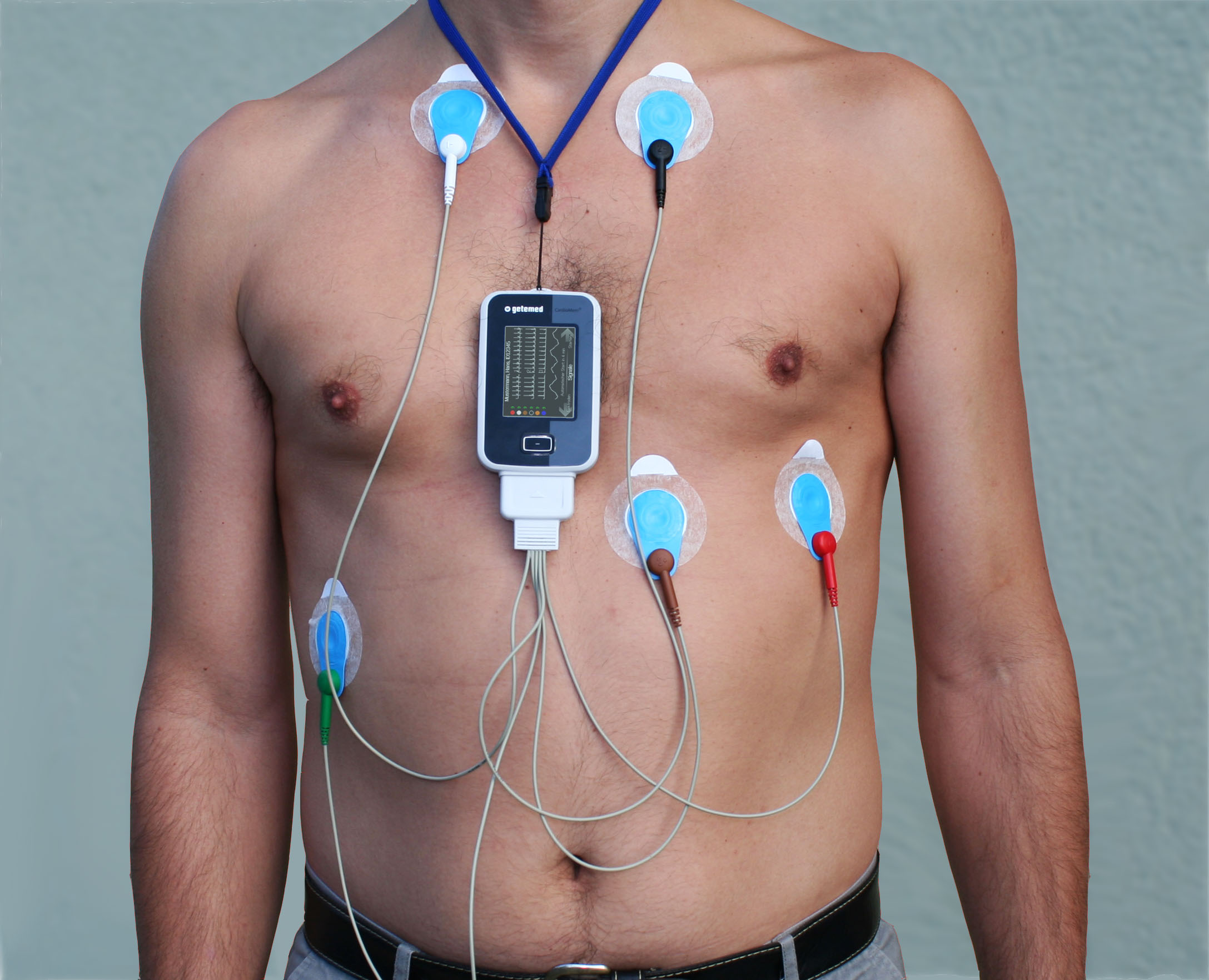
Holter připnutý ke šňůře, která se podobně jako klíčenka přehodí přes hlavu kolem krku.
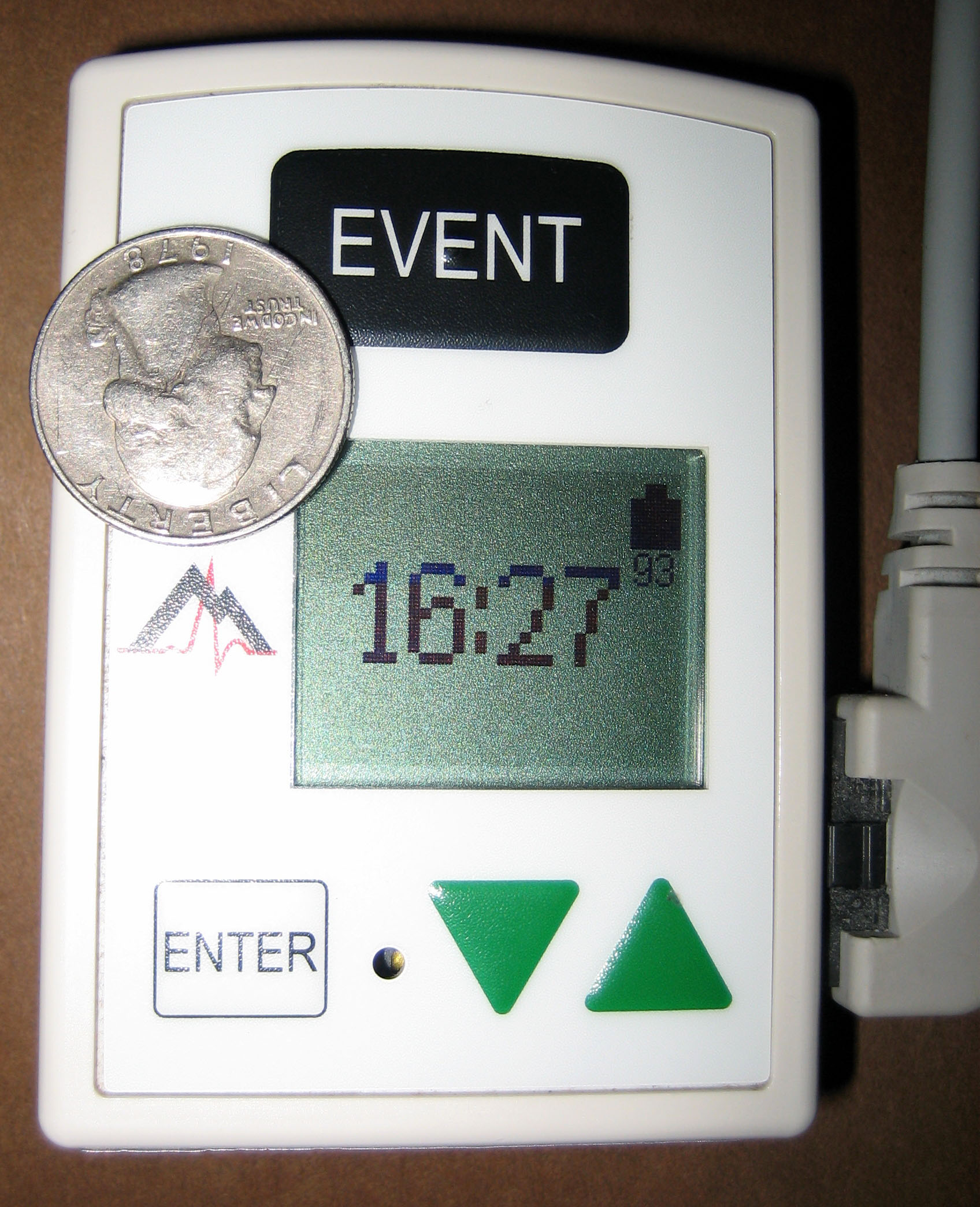
Mince a Holter pro porovnání velikosti.
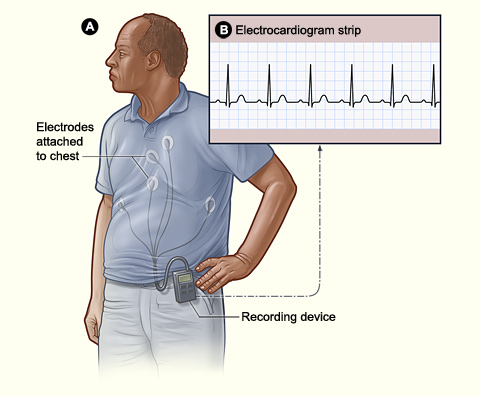
Elektrody během monitorování nejsou nijak zvlášť viditelné, neboť je lze poměrně dobře schovat pod oděv.

### Tlakový Holter

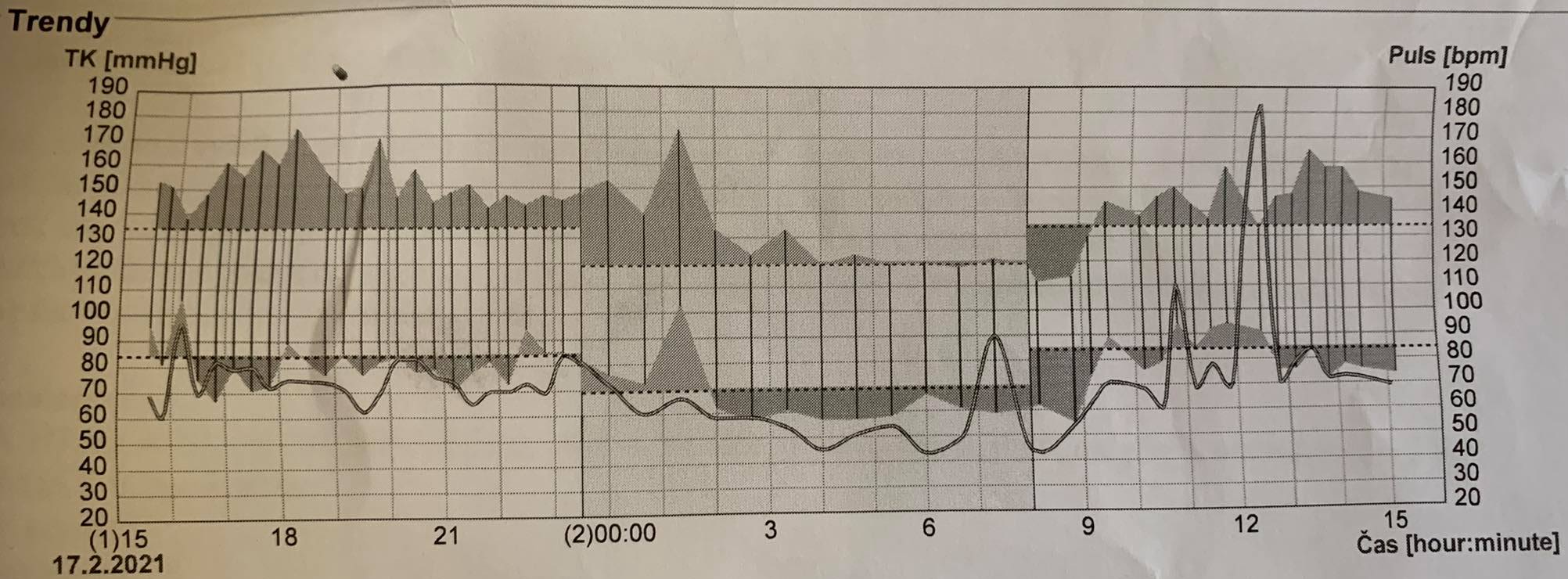
Graf odhalující hypertenzi pomocí hodnot naměřených tlakovým Holterem

Monitorování krevního tlaku obvykle trvá 24 hodin. Takové vyšetření se provádí za účelem odhalení či upřesnění diagnostikované hypertenze nebo hypotenze. V tomto případě se automatický tlakoměr zpravidla umisťuje do kapsy na pásku, aby byl gumový vzduchový konektor spojující manžetu a tlakoměr dostatečně natažen. Manžeta je obepnuta na paži, nejčastěji pravé. Pod ní se často dává gáza, aby kvůli pocení nesjížděla k lokti. Zařízení tlak měří v 15-minutových intervalech ve dne a v noci během spánku každých 40 minut, nicméně časové intervaly si může lékař libovolně nastavit. Měření tlaku pomocí Holteru je daleko přínosnější než jednorázové změření tonometrem v ordinaci, protože někteří pacienti mohou trpět tzv. syndromem bílého pláště, což se projevuje vyšším tlakem než obvykle z důvodu toho, že jedince trpící tímto syndromem lékařské vyšetření stresuje. Pacient také, stejně jako s EKG Holterem, odchází domů, kde dodržuje režim, který by měl být u pravidelného měření tlaku o trochu přísnější. Když se manžeta začne nafukovat, pacient by měl zůstat v klidu a nepohybovat se, neboť by mohlo dojít ke zkreslení naměřených hodnot. Taktéž stále platí, že se pacient musí vyhýbat vodě — nechodit do deštivého počasí, nekoupat se a podobně.
Při nošení tlakového Holteru často dochází k rozpolcení vzduchového konektoru, který je s tlakoměrem spojen pomocí bajonetového uzávěru. Pokud se tak stane, stačí vzduchový konektor přiložit k ventilu, pootočit ho a zaklapnout. Manžeta se také častým pohybováním paže může uvolnit, což lze poznat tak, že ji přístroj opakovaně nafukuje. V tomto případě stačí manžetu posunout do střední úrovně paže, popřípadě ji sundat a znovu nasadit.
Po dokončení vyšetření pacient opět navštíví lékaře a ten naměřené hodnoty zpracuje.